# Now loading...SKY!!
「Now loading...SKY!!」（ナウ ローディング… スカイ!!）は、声優ユニット・スフィアの5作目のシングル。2010年7月28日、GloryHeavenからリリースされた。

## 概要
前作「REALOVE:REALIFE」から約3ヶ月でのリリース。初回限定盤は「Now loading...SKY!!」のPVを収録したDVDが同梱されている。
テレビアニメ『あそびにいくヨ!』とPS3、PSP用ゲームソフト『剣と魔法と学園モノ。3』の主題歌のタイアップが付いている。スフィアのシングルとしては、初めてオリコン週間シングルチャートTOP10にランクインした。

## 収録曲
（全作詞：畑亜貴）
1. Now loading...SKY!! [4:21]
作曲・編曲：虹音
テレビアニメ『あそびにいくヨ!』オープニングテーマ。後に『スフィアのオールナイトニッポンR』のエンディングテーマにも使用される。
2. かってな成長期 [4:58]
作曲・編曲：黒須克彦
PS3・PSP用ゲームソフト『剣と魔法と学園モノ。3』オープニングテーマ
3. Now loading...SKY!!（Off Vocal）
4. かってな成長期（Off Vocal）

DVD（初回限定盤のみ）
1. Now loading...SKY!!（Music Clip）